# Mishkinsky (huyện của Bashkortosan)
Huyện Mishkinsky (tiếng Nga: ? райо́н) là một huyện hành chính tự quản (raion), của Bashkortostan, Nga. Huyện có diện tích 1698 km², dân số thời điểm ngày 1 tháng 1 năm 2000 là 26900 người. Trung tâm của huyện đóng ở Mishkino.